# Hermine Hartleben
Hermine Hartleben (née le 2 juin 1846 à Altenau, royaume de Hanovre - morte le 18 juillet 1919), est une enseignante allemande passionnée par l'Égypte antique, auteure de la première biographie de l'égyptologue français Jean-François Champollion.

## Biographie
Après des études universitaires à Hanovre, puis à Paris, où elle suit des cours d'archéologie grecque à la Sorbonne, elle est attirée très jeune par l'Orient. En 1879, elle accepte un poste d'enseignante à Constantinople, dans une école grecque de jeunes filles. Puis, peu de temps après, elle se rend en Égypte où elle séjourne six ans, travaillant pour la famille d'un pacha où elle enseigne le français aux enfants. Elle se passionne alors pour la civilisation pharaonique et propose en 1889 de fonder une « Société de savants allemands » pour fouiller en Égypte (sur le modèle de l'Egypt Exploration Society créé en 1882), un projet qui ne rencontre toutefois que peu d'écho en Allemagne et qui n'a pas de suite.
Rentrée en Allemagne, elle rencontre fortuitement, des années après, le grand égyptologue Adolf Erman, qui l'incite à se pencher sur l'œuvre et le destin du déchiffreur des hiéroglyphes Jean-François Champollion, dont le centenaire de la naissance, en 1890, n'avait, selon elle, pas été célébré en France. Dès lors, elle y consacre le reste de sa vie et rassemble une énorme documentation, notamment en France. Soutenue dans ses recherches par Gaston Maspero avec qui elle correspond régulièrement, elle rencontre les descendants de l'égyptologue et mène une enquête à Figeac, Grenoble, Vif, Paris et Genève pour retracer toutes les étapes de sa carrière.
Sa monumentale biographie de Champollion paraît à Berlin en 1906 mais n'est traduite en français qu'en 1983. Cette biographie fondamentale demeure incontestablement le livre de référence absolu, surnommé le Hartleben, et le classique ayant inspiré ces dernières années tous les ouvrages parus sur le père de l'égyptologie.
En 1910, l'Académie des inscriptions et belles-lettres lui décerne le prix Bordin pour son édition de la Correspondance de Champollion.

## Publications
- Jean-François Champollion, Sa vie et son œuvre, 1790-1832, présenté par Christiane Desroches Noblecourt, Paris, 1983 (édition remaniée) [« Champollion. Sein Leben und sein Werk »] [détail des éditions]
- Lettres de Champollion le jeune / recueillies et annotées par H. Hartleben, Bibliothèque égyptologique 30-31, Paris, 1909, disponible en ligne sur Gallica, tomes 1 et 2.
- Avec J.F. Champollion et R. Lebeau, Lettres et journaux écrits pendant le voyage d'Égypte, C. Bourgois, Paris, 1986.